# Triangulipenna lacuna
Triangulipenna lacuna là một loài bọ cánh cứng trong họ Tenebrionidae. Loài này được S.Louw miêu tả khoa học đầu tiên năm 1979.